# Udão da Nêustria
Udão ou Udo (em Alemão) foi um fidalgo da Frância Oriental do século IX, filho de Gebardo, Conde de Lahngau, e o irmão mais velho de Berengar I da Nêustria. Ele e seu irmão foram proporcionados a sua posição na Marca de Nêustria, tanto por laços de parentesco com Adalardo, o Senescal quanto de Carlos, o Calvo. 
Com seus irmãos, Berengar e Waldo, o Abade de São Máximo, ele tomou parte na revolta de 861 de Carlomano da Baviera, possivelmente um primo de sua esposa, contra Luís, o Germânico. A revolta foi esmagada, e os três irmãos fugiram com seu parente Adalardo para a corte do rei da Frância Ocidental Carlos, o Calvo, que lhe concedeu a tutela da marcha contra os viquingues enquanto a marcha contra os Bretões, foi concedida a Roberto, o Forte. 
O patrocínio de Carlos da família provocou a inveja dos Rorgonidas, a mais poderosa família de Nêustria, que controlava o ducatus Cenomannicus (Maine). Em 865, eles e aliaram com Salomão da Bretanha e atacaram os irmãos. Carles, para alcançar a paz, tomou a marcha de volta e deu a  Gauzfrid de Neustria, um Rorgonida. 
Uma carta de 879 menciona Udão e seus irmãos tomando parte na fundação da faculdade de Gemünden. Evidentemente, a morte de Luís, o Germânico em 876 tinha permitido que eles retornassem para a corte de Carlomano. 
Udão deixou um filho Conrado, Duque da Turíngia, que foi o fundador da dinastia Conradina e pai de Conrado I da Germânia. Um filho mais novo, Rudolfo, tornou-se Bispo de Würzburg, e outro, Gebardo, tornou-se Duque de Lorena.